# Dreżewo
Dreżewo (do 1945 niem. Dresow) – osada w północno-zachodniej Polsce położona w województwie zachodniopomorskim, w powiecie gryfickim, w gminie Karnice.
Według danych pod koniec 2004 roku wieś miała 139 mieszkańców.
W latach 1946–1998 miejscowość administracyjnie należała do województwa szczecińskiego.
W miejscowości jest przystanek kolei wąskotorowej Dreżewo.

## Pałac w Dreżewie
W Dreżewie znajduje się popadający w ruinę  pałac wybudowany dla radcy handlowego Schlutowa w stylu neogotyckim w XIX-w.który w 1875 sprzedał wioskę Eduardowi von Bonin.
Budynek ma czworoboczną, podwójną wieżę z blankami, ryzalit na osi fasady, elewacje zwieńczone pseudokrenelażem i stoi na skarpie otoczonej murem. Do 1945 pałac należał do rodu von Bonin. Herb tej rodziny znajduje się w ryzalicie nad środkowym oknem na pierwszym piętrze pod blankami. Wokół pałacu znajduje się park, z między innymi kasztanami jadalnymi i miłorzębami.
Teren osady został objęty obszarem specjalnej ochrony ptaków "Wybrzeże Trzebiatowskie".

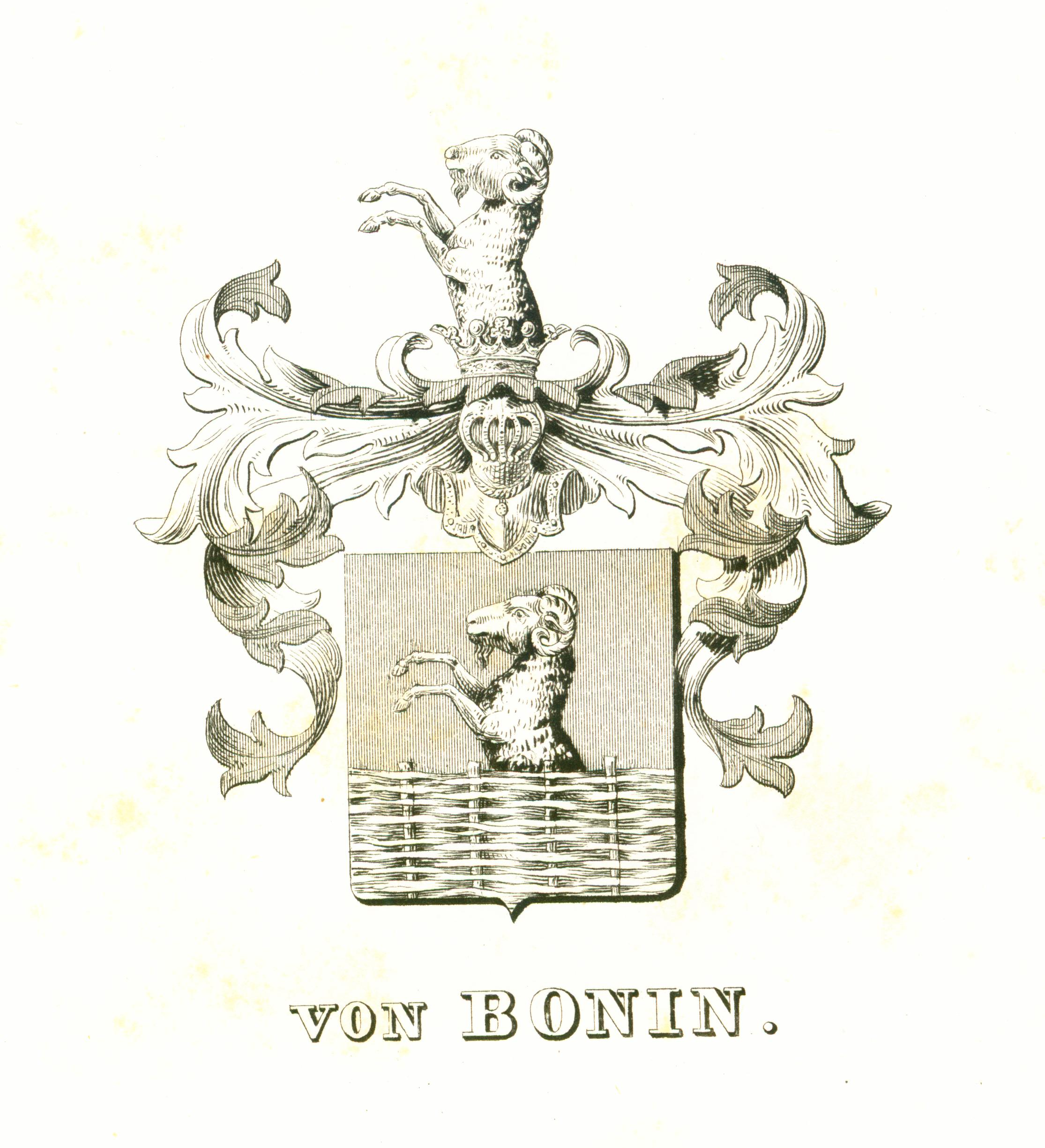
Herb von Bonin